# Poa jansenii
Poa jansenii är en gräsart som beskrevs av Jan Frederik Veldkamp. Poa jansenii ingår i släktet gröen, och familjen gräs. Inga underarter finns listade i Catalogue of Life.